# Scorba
Il Templio di Scorba è un sito archeologico,  uno dei Templi megalitici di Malta riconosciuti Patrimonio dell'Umanità dall'Unesco nel 1992, a Malta.

## Storia
Scorba è uno dei più completi templi presenti sull'isola di Malta. Sebbene di piccole dimensioni, i suoi resti non sono stati praticamente mossi durante il periodo di scavo e la pianta si presenta quasi intatta. Il tempio e composto da quattro stanze, ed un ingresso di lastre monolitiche di calcare alte 4 metri.
Il primo tempio risale tra il XXXVI e XXXII secolo a.C., mentre il secondo molto più in rovina, approssimativamente a 600 anni prima. Nei dintorni vi sono anche molti resti di capanne neolitiche, situate a ovest del primo tempio.